# Jindřich Nentvich
Jindřich Nentvich (27. prosince 1875 Slavíkov – ???) byl český a československý politik a meziválečný senátor Národního shromáždění ČSR za Československou sociálně demokratickou stranu dělnickou působící na Slovensku.

## Biografie
V parlamentních volbách v roce 1929 získal senátorské křeslo v Národním shromáždění. Mandát obhájil v parlamentních volbách v roce 1935. V prosinci 1938 se stal hospitantem klubu nově zřízené Národní strany práce. V senátu setrval do ledna 1939, kdy byl zbaven mandátu v důsledku rozpuštění sociální demokracie na Slovensku.
Profesí byl ředitelem mešťanské školy v Košicích.